# Cermenate
Cermenate (lombardul: Cermenaa) település Olaszországban, Lombardia régióban, Como megyében. Lakosainak száma 9378 fő (2023. január 1.). Cermenate Bregnano, Cantù, Carimate, Lentate sul Seveso, Vertemate con Minoprio és Lazzate községekkel határos.

## Népesség
A település lakossága az elmúlt években az alábbi módon változott:
| Lakosok száma | 9218 | 9187 | 9378 |
|               | 2017 | 2018 | 2023 |